# Jeffrey Moussaieff Masson
Jeffrey Moussaieff Masson, né le 28 mars 1941 à Chicago, est un essayiste américain. Il est l'arrière-petit-fils de Schlomo Moussaieff.

## Sur Freud
Il est connu pour sa controverse sur les travaux de Sigmund Freud. Ayant travaillé avec Anna Freud aux archives freudiennes jusqu'à en devenir directeur, il exhume des éléments qui lui font critiquer l'abandon par Freud de la théorie de la séduction, ce qu'il expose dans Enquête aux archives Freud, des abus réels aux pseudo-fantasmes
. 
Jeffrey Masson explique lors d'une interview publiée dans le Huffington Post, en 2012, que dans l'édition française des lettres de Freud à Fliess, son introduction figurant dans la version originale en anglais a été « remplacée par une autre, qui minimise la portée de tout ce qui touche aux abus sexuels, au point de les faire plus ou moins disparaître ». Il interroge : « Est-ce que cela doit nous alerter sur l'abus sexuel en France ? Ou, plutôt, est-ce que cela doit nous alerter sur la position de la psychanalyse en France ? ».

## Œuvres
- 1974. "India and the Unconscious: Erik Erikson on Gandhi", International Journal of Psycho-Analysis 55: 519-26. Discussion by  T. C. Sinha: 527.
- 1976. "Perversions-some observations", Israel Ann. Psychiat. rel. Disc., (1976b), 14, 354-61.
- 1976. (with Terri C. Masson) "The Navel of Neurosis: Trauma, Memory and Denial.", paper presented to the San Francisco Psychoanalytic Society[3]
- 1978 (with Terri C. Masson), "Buried Memories on the Acropolis. Freud's Relation to Mysticism and Anti-Semitism", International Journal of Psycho-Analysis 59: 199-208.
- 1980. The Oceanic Feeling: The Origins of Religious Sentiment in Ancient India. (Table of contents)
- 1981. The Peacock's Egg: Love Poems from Ancient India, William S. Merwin and J. Moussaieff Masson, eds.  (ISBN 0-86547-059-6)
- 1984. (en) The Assault on Truth : Freud's Suppression of the Seduction Theory, Publisher: Ballantine Books, 2003, (ISBN 0345452798); (fr) Le Réel escamoté - Le renoncement de Freud à la théorie de la séduction, traduction de Claude Monod,  Paris, Aubier, 1992,  (ISBN 978-2-7007-0373-3);

(fr) Enquête aux archives Freud, des abus réels aux pseudo-fantasmes, L'instant présent, 2012,  (ISBN 9-782916-032276) [lire en ligne].  
- 1984. "Freud and the Seduction Theory A challenge to the foundations of psychoanalysis", The Atlantic Monthly, February 1984.
- 1985 (editor). The Complete Letters of Sigmund Freud to Wilhelm Fliess, 1887-1904.  (ISBN 0-674-15420-7)
- 1986. A Dark Science: Women, Sexuality and Psychiatry in the Nineteenth Century.  (ISBN 0-374-13501-0), last edition 1988
- 1988. Against Therapy: Emotional Tyranny and the Myth of Psychological Healing.  (ISBN 0-689-11929-1)
- 1990. Final Analysis: The Making and Unmaking of A Psychoanalyst. Addison-Wesley.  (ISBN 0-201-52368-X), new edition 2003
- 1993. My Father's Guru: A Journey Through Spirituality and Disillusion, Addison-Wesley.  (ISBN 0-201-56778-4)
- Dogs Never Lie About Love: Reflections on the Emotional World of Dogs.
- 1995. When Elephants Weep: The Emotional Life of Animals.
- The Pig Who Sang to the Moon: The Emotional World of Farm Animals.
- The Nine Emotional Lives of Cats: A Journey Into the Feline Heart.  (ISBN 0-345-44882-0)
- The Cat Who Came in from the Cold. Wheeler.  (ISBN 1-58724-914-6)
- The Emperors Embrace Reflections on Animal Families and Fatherhood.
- The Evolution of Fatherhood: A Celebration of Animal and Human Families.
- Raising the Peaceable Kingdom: What Animals Can Teach Us about the Social Origins of Tolerance and Friendship.
- Lost Prince : The Unsolved Mystery of Kaspar Hauser[4].
- Sex and Yoga: Psychoanalysis and the Indian Religious Experience in Vishnu on Freud's Desk: A Reader in Psychoanalysis and Hinduism, T.G. Vaidyanathan & Jeffrey J. Kripal (editors): , Oxford University Press,  (ISBN 0-19-565835-3), Paperback (Edition: 2003)[5]
- Slipping into Paradise: Why I live in New Zealand.  (ISBN 0-345-46634-9)
- 2006. Altruistic Armadillos - Zen-Like Zebras: A Menagerie of 100 Favorite Animals.  (ISBN 978-0-345-47881-8) (0-345-47881-9)
- 1995, "A Note on U.G. Krishnamurti."[6]